# Golf Barrière de Deauville
Le Golf Barrière de Deauville, originellement New Golf Club, est un club de golf français créé en 1929 à l'initiative de François André sur la commune de Saint-Arnoult (Calvados), à proximité immédiate de Deauville. Il comprend un parcours de 18 trous et un parcours de 9 trous.

## Historique
Le New Golf Club fut inauguré en 1929 sur un terrain situé sur les hauteurs de Deauville, où Armand de Madaillan de Lesparre, marquis de Lassay avait fait construire un château pour mademoiselle de Montpensier au XVIIe siècle et qui fut utilisé comme camp par les troupes britanniques pendant la Première Guerre mondiale.
Il s'agit du second golf de Deauville, faisant suite à l'inauguration de l’Old Course de 27 trous en 1899, leurs noms respectifs faisant référence aux deux premiers parcours de St Andrews. Attenant à l'hippodrome de Deauville-Clairefontaine, l'Old Course disparut pendant la Seconde guerre mondiale, détruit par les troupes allemandes qui cherchaient à récupérer le sable sur lequel il était construit pour la construction des batteries du mont Canisy.

## Parcours
Le dessin originel du New Golf Club fut confié à l'architecte britannique Tom Simpson, qui avait déjà réalisé d'autres parcours prestigieux en France comme ceux de Chantilly (1909), Fontainebleau (1909), Morfontaine (1913) et de Chiberta (1925). Le tracé comprenait deux parcours, respectivement de 18 trous et de 9 trous. Ce dernier sera transformé en parcours hippique après la Seconde Guerre mondiale avant d'être réhabilité en 1964 sur un dessin de l'ancien champion de golf britannique Henry Cotton.
Dans le cadre des investissements réalisés par le Groupe Barrière en 2019, les parcours ont adopté des noms tirés des grandes figures du Groupe . Dans leur forme actuelle, les deux parcours ont les caractéristiques suivantes :
- Parcours Lucien Barrière (anciennement Bleu) de 9 trous : par 36 / 3 035 mètres
- Parcours Diane Barrière (anciennement Blanc et Rouge) de 18 trous : par 71 / 5 968 mètres

Une ruine du château construit par le marquis de Lassay est encore visible entre les départs des trous 13 et 16 sur le Diane Barrière. Le départ du 17 et le fairway du 18 offrent un beau panorama sur Trouville et la baie de Seine.
| Trou     | Trou     | 1   | 2   | 3   | 4   | 5   | 6   | 7   | 8   | 9   | Aller | 10  | 11  | 12  | 13  | 14  | 15  | 16  | 17  | 18  | Retour | Total |
| -------- | -------- | --- | --- | --- | --- | --- | --- | --- | --- | --- | ----- | --- | --- | --- | --- | --- | --- | --- | --- | --- | ------ | ----- |
| Par      | Par      | 4   | 5   | 3   | 4   | 3   | 4   | 4   | 3   | 5   | 35    | 5   | 4   | 4   | 4   | 4   | 3   | 5   | 3   | 4   | 36     | 71    |
| Handicap | Handicap | 6   | 14  | 8   | 10  | 12  | 4   | 2   | 16  | 18  |       | 17  | 5   | 3   | 1   | 7   | 15  | 9   | 11  | 13  |        |       |
| Hommes   | Blancs   | 354 | 438 | 200 | 351 | 139 | 399 | 404 | 132 | 460 | 2 877 | 448 | 383 | 384 | 366 | 403 | 123 | 483 | 170 | 331 | 3 091  | 5 968 |
| Hommes   | Jaunes   | 336 | 418 | 188 | 343 | 116 | 388 | 375 | 132 | 449 | 2 745 | 448 | 374 | 326 | 335 | 388 | 123 | 483 | 143 | 321 | 2 941  | 5 686 |
| Femmes   | Bleus    | 308 | 409 | 164 | 331 | 116 | 353 | 361 | 122 | 436 | 2 600 | 407 | 361 | 314 | 309 | 375 | 144 | 433 | 133 | 293 | 2 769  | 5 339 |
| Femmes   | Rouges   | 297 | 396 | 105 | 299 | 107 | 325 | 341 | 122 | 405 | 2 397 | 407 | 265 | 285 | 309 | 348 | 114 | 419 | 121 | 293 | 2 561  | 4 958 |

| Trou     | Trou     | 1   | 2   | 3   | 4   | 5   | 6   | 7   | 8   | 9   | Total |
| -------- | -------- | --- | --- | --- | --- | --- | --- | --- | --- | --- | ----- |
| Par      | Par      | 3   | 5   | 4   | 4   | 3   | 4   | 4   | 5   | 4   | 36    |
| Handicap | Handicap | 0   | 0   | 0   | 0   | 0   | 0   | 0   | 0   | 0   |       |
| Hommes   | Blancs   | 168 | 437 | 411 | 368 | 172 | 379 | 339 | 502 | 262 | 3 038 |
| Hommes   | Jaunes   | 168 | 437 | 411 | 368 | 172 | 379 | 339 | 502 | 262 | 3 038 |
| Femmes   | Bleus    | 146 | 386 | 375 | 305 | 126 | 326 | 270 | 454 | 251 | 2 639 |
| Femmes   | Rouges   | 146 | 386 | 375 | 305 | 126 | 326 | 270 | 454 | 251 | 2 639 |

## Compétitions
L'Open de France a été organisé à deux reprises sur les fairways du New Golf Club : la 21e édition en 1931 et la 40e édition en 1956. D'autres compétitions se sont tenues à Deauville, comme l'Air France Madame Open ou l'Ebel Match Play (1982). Depuis 2022, il accueille le Lacoste Ladies Open de France.

## Hôtel du golf
Le club house du golf Barrière de Deauville est logé dans le rez-de-chaussée de l'Hôtel du golf, un palace de 170 chambres conçu dans un style néo-normand pour le compte de la Société des Hôtels et du Casino de Deauville (SHCD) par Georges Wybo, également auteur du casino, mais aussi, à Paris, de l'hôtel George-V et des grands magasins du printemps. George Wybo engage alors un entrepreneur réputé de la région Normande, Pierre-Ferdinand Sulpice qui construit également la gare SNCF de Deauville. Le chantier fut colossale avec plus de 100 ouvriers à pied d'oeuvre. Troisième palace de Deauville après le Normandy (1912) et le Royal (1913), il est situé au milieu des parcours et inauguré en juillet 1929. La gestion de l'hôtel quatre étoiles est aujourd'hui assurée par le Groupe Lucien Barrière, qui conduit des travaux de rénovation en 2013-2014 et 2015-2016, sous la houlette de la décoratrice d'intérieur Chantal Peyrat.